# Randall Stephenson
Randall Lynn Stephenson, född 22 april 1960, är en amerikansk företagsledare som är styrelseordförande och vd för den amerikanska telekommunikationjätten AT&T, Inc. sedan 2007.
Han avlade en kandidatexamen i företagsekonomi vid University of Central Oklahoma och en master of business administration vid University of Oklahoma.
I juli 2001 blev han utnämnd till CFO för SBC Communications Inc. och där han lyckades på nästan bara tre år eliminera en nettoskuld på uppemot $30 miljarder. I april 2004 valde SBC Communications att även utse honom till bolagets COO, en position han även höll i det nya bolaget som bildades när SBC Communications fusionerades med de kvarvarande verksamheterna av det ursprungliga bolaget AT&T år 2005. Mellan 2004 och 2005 var han styrelseordförande för Cingular Wireless LLC (nu AT&T Mobility). Stephenson blev invald till AT&T:s koncernstyrelse i juni 2005. I april 2007 offentliggjorde AT&T att man hade för avsikt att ersätta den avgående styrelseordföranden och vd:n Edward Whitacre, Jr. med Stephenson. Utnämningen blev offentligt i juni samma år.
Stephenson sitter också i styrelserna för tankesmedjorna Council on Foreign Relations och Business Roundtable samt i Boy Scouts of America:s högst beslutande organ, National Executive Board of the Boy Scouts of America.  Sedan årsskiftet av 2013 blåser det rejäla vindar om Stephenson efter det blev känt att han och en annan styrelsemedlem, James S. Turley (tidigare styrelseordförande och vd för revisionsjätten EY, LLP) motsatt sig det nuvarande förbudet om att homosexuella scouter och ledare är inte välkomna till organisationen och de två har deklarerat tidigare att de kommer att använda alla medel för att få förbudet upprivet. Flertal religiösa och konservativa grupper har krävt deras avgångar från styrelsen.
Den 18 september 2013 blev det offentligt att Business Roundtable hade valt Stephenson som deras nya styrelseordförande, för att ersätta den avgående styrelseordföranden W. James McNerney, Jr. (The Boeing Company). Stephenson blev officiellt efterträdaren den 1 januari 2014.

## Kompensation
| År    | Lön ($)   | Bonus ($) | Aktiepost ($) | Övrigt ($) | Totalt ($)  | Aktieinnehav1 | Aktievärde ($ mn) | Källa  |
| ----- | --------- | --------- | ------------- | ---------- | ----------- | ------------- | ----------------- | ------ |
| 2013  | 1,633,333 | 5,000,000 | 13,441,558    | 3,172,276  | 23,247,167  |               |                   | [ 16 ] |
| 2012  | 1,550,000 | 3,790,000 |               | 20,660,000 | 26,000,000  | 0,01%         | 22,9              | [ 17 ] |
| 2011  | 1,530,000 | 5,050,000 |               | 14,690,000 | 21,280,000  | 0,01%         | 15,5              | [ 18 ] |
| 2010  | 1,450,000 | 5,850,000 |               | 7,750,000  | 15,050,000  | 0,01%         | 14,6              | [ 19 ] |
| 2009  | 1,420,000 |           |               | 5,180,000  | 6,600,000   | 0,01%         | 14,1              | [ 20 ] |
| 2008  | 1,160,000 | 4,500,000 | 190,000       | 6,510,000  | 12,360,000  | 0,00%         | 7,6               | [ 21 ] |
| 08-13 |           |           |               |            | 104,537,167 |               |                   |        |

1 = Aktieinnehav i AT&T, Inc.